# Ptilona dolorosa
Ptilona dolorosa är en tvåvingeart som beskrevs av Erich Martin Hering 1938. Ptilona dolorosa ingår i släktet Ptilona och familjen borrflugor.
Artens utbredningsområde är Myanmar. Inga underarter finns listade i Catalogue of Life.